# Esperimenti nazisti su esseri umani
Nei campi di concentramento nazisti, venne effettuata sperimentazione umana usando come cavie i deportati. Tali esperimenti sono stati ritenuti crudeli, al pari di quelli operati nello stesso periodo dall'Unità 731 dell'esercito giapponese, e per questo medici e amministratori coinvolti furono condannati per crimini contro l'umanità in alcuni Processi secondari di Norimberga. I fini dichiarati erano in molti casi quello di verificare la resistenza umana in condizioni estreme o di sperimentare degli antinfiammatori, ma in alcuni casi i fini non sono riconducibili ad altro che alla perversione del personale medico. Di seguito alcuni esempi tra gli esperimenti condotti con maggiore frequenza.

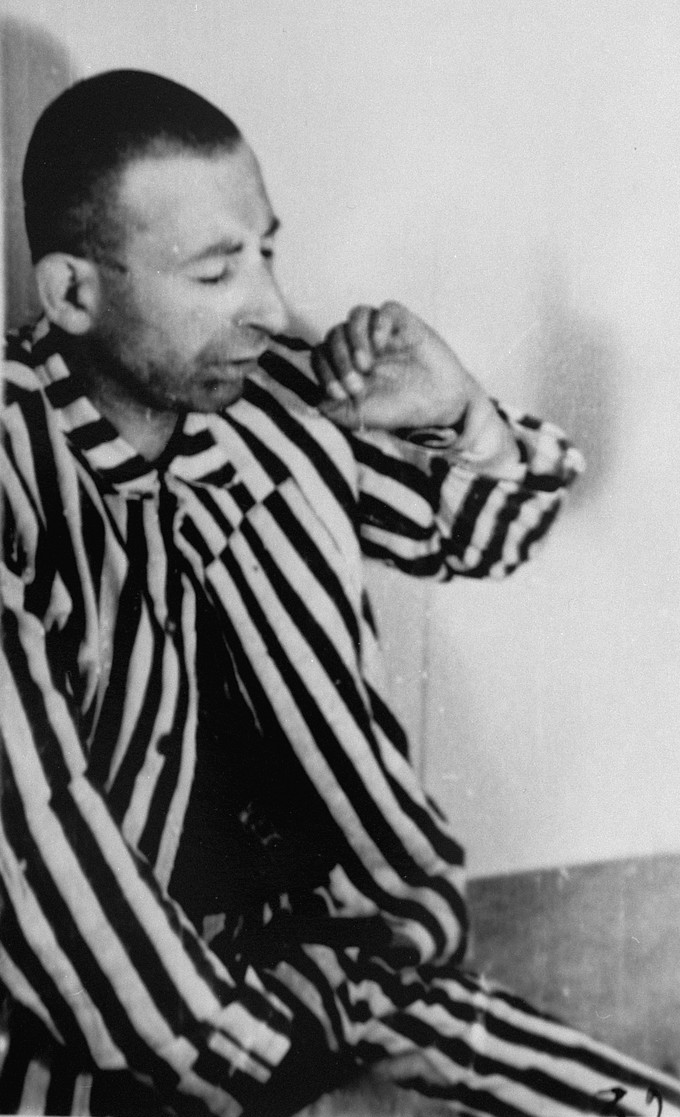
"Un prigioniero ebreo in una camera speciale risponde al cambiamento della pressione dell'aria durante gli esperimenti ad alta quota. A beneficio della Luftwaffe, sono state create condizioni che simulano quelle trovate a 15000 metri di altitudine nel tentativo di determinare se i piloti tedeschi potessero sopravvivere a quell'altezza."

## Decompressione per il salvataggio da grande altezza
L'obiettivo dichiarato era quello di studiare le possibilità di salvare un soggetto in caduta da grande altezza. Le domande a cui i medici volevano rispondere erano dunque: può un soggetto lanciatosi con paracadute dall'aereo in fase di volo, o comunque da un'altezza superiore ai 10 km, salvarsi? Quanto resiste un soggetto senza la pressione atmosferica cui è naturalmente abituato? Quali sono le reazioni fisiche di un soggetto a cui si è tolta la pressione atmosferica e in definitiva l'ossigeno? Quali sono le conseguenze nel caso in cui si salvi?
Il dottor Sigmund Rascher, capitano medico della Luftwaffe, ebbe un ruolo di primo piano in questo progetto di sperimentazione, anche per la qualifica che ricopriva, si trovava ad essere in diretto contatto con Heinrich Himmler, dal quale si fece rilasciare l'autorizzazione a procedere. Tali esperimenti vennero condotti su prigionieri del lager di Dachau. I deportati venivano chiusi dentro una stanza in cui veniva abbassata gradualmente la pressione atmosferica, fino ad arrivare alla completa mancanza di ossigeno e alla loro morte. Si ricostruiva in questo modo la caduta di un paracadutista da 13 km di altezza. I risultati dovevano verificare o smentire le varie teorie di salvataggio di un soggetto in caduta libera con paracadute (evidentemente l'interesse dell'esperimento era rivolto a quei militari di aviazione che potevano trovarsi in situazioni tali da rendere necessario doversi buttare dall'aereo in fase di volo).

## Congelamento e raffreddamento prolungato
Il dottor Sigmund Rascher seguì anche gli esperimenti sull'ipotermia di cavie umane. L'obiettivo e la condizione da ricostruire erano direttamente legati e conseguenti all'esperimento precedente, ossia: a che condizioni un soggetto gettatosi da un aereo in volo e precipitato in acqua fredda si può salvare? Quanto impiega un soggetto in acqua fredda a morire di congelamento? Ci sono possibilità che un corpo si rianimi dopo l'esposizione prolungata al freddo? Come? Con quali conseguenze?
Si ricostruivano, così, le varie possibili conseguenze e le varie possibilità di salvezza. Il dottor Sigmund Rascher ebbe, anche in questo caso, un ruolo di primaria importanza. I deportati che erano stati sottoposti alla selezione e che erano stati scelti per questo progetto venivano immersi in vasche di acqua gelata (gli esperimenti prevedevano che l'acqua fosse ad una temperatura iniziale di 5,2 °C fino a scendere a 4 °C) per un periodo prolungato (fino ad un massimo di 95 minuti). Quando i deportati non morivano dentro la vasca (evento piuttosto raro), i medici indagavano se la rianimazione di esseri umani assiderati fosse più proficua mediante calore animale o mediante medicinali e/o procedimenti fisici. La temperatura corporea dei deportati immersi in acqua si aggirava fra i 21 °C ed i 29 °C, ma alcuni documenti dei medici riportano di deportati che non morivano ancora quando la temperatura scendeva fino a 4 °C. Le vittime venivano quindi poste in un letto e legate strettamente a una o due donne nomadi completamente nude, che facevano per ore (talvolta per giorni) da stufe umane per fare loro riprendere conoscenza. La percentuale di sopravvivenza era relativamente elevata, ma i prigionieri soffrivano poi di disturbi cardiocircolatori e di altre patologie.
Inoltre, in altri esperimenti i soggetti venivano spogliati e poi lasciati all'esterno a temperature estremamente basse per diverse ore, spesso fino al totale congelamento corporeo.

## Malaria
Dal febbraio 1942 all'aprile 1945, nel campo di concentramento di Dachau, furono condotti vari esperimenti atti a investigare le caratteristiche e il trattamento della malaria. Più di 1200 soggetti sani non volontari furono infettati con il morbo attraverso il morso di zanzara o iniezione di ghiandole mucose di zanzare femmine. Più di metà dei pazienti è deceduta in seguito agli esperimenti, e molti tra i sopravvissuti hanno contratto disabilità permanenti.

## Gas mostarda
Tra il settembre 1939 e l'aprile 1945, nei campi di Sachsenhausen, Natzweiler e altri, furono condotti esperimenti per investigare gli effetti sul corpo dell'iprite, noto anche come gas mostarda, e studiare possibili trattamenti delle ferite da esso inflitte. I soggetti venivano deliberatamente sottoposti al gas, riportando così gravi ustioni chimiche, spesso mortali.

## Sulfanilamide
Nel campo di Ravensbrück, dal luglio 1942 al settembre 1943, furono condotti vari test per studiare gli effetti della sulfanilamide sulle ferite, al fine di farne uso sul campo di battaglia. Ai soggetti venivano anzitutto inflitte ferite, legando anche i vasi sanguigni ad entrambe le estremità della lesione, così da impedire la circolazione del sangue e simulare una condizione simile a quella d'un soldato ferito. Le ferite venivano poi infettate con vari tipi di batteri, come lo streptococco, la gangrena gassosa o il tetano. Infine, le lacerazione poteva essere aggravata da trucioli di legno o vetro smerigliato. Tali esperimenti portavano a condizioni di estremo dolore e intensa agonia, spesso culminanti nella morte.

## Rigenerazioni di parti del corpo
Dal settembre del 1942 al dicembre del 1943, nel campo di Ravensbrück, furono condotti vari esperimenti per studiare la rigenerazione di ossa, muscoli e nervi, come anche il trapianto di arti. Durante i trattamenti, alle vittime furono rimossi ossa, muscoli e nervi senza alcun uso di anestesia, causando immenso dolore nonché danni fisici permanenti.

## Acqua di mare
Nel campo di Dachau, nel breve periodo compreso tra luglio e settembre del 1944, gli scienziati nazisti condussero vari test per rendere potabile l'acqua marina. Ciò avveniva deprivando i pazienti di ogni sorta di alimento, costringendoli a ingerire esclusivamente acqua di mare in precedenza modificata chimicamente. Ancora una volta, l'esperimento portò a profondo dolore fisico tutti coloro che ne furono coinvolti.

## Vaccinazione antipetecchiale
Questo tipo di esperimento fu condotto su esseri umani in due località, nel lager di Buchenwald (nello specifico, nel block 46) e nel lager di Natzweiler-Struthof, dal dicembre del 1941 al febbraio 1945. Ciò che è noto sugli esperimenti di Buchenwald lo si deve al diario del centro ricerche del dott. Erwin Ding-Schuler, il quale lavorava nel campo, alle deposizioni di vari scienziati europei internati nel lager e costretti a prendere parte a tali esperimenti, e alle deposizioni del dott. Eugen Kogon, che riuscì a salvare il diario e che al processo di Norimberga fu interrogato come testimone. Il dott. Kogon era scrivano del reparto antipetecchiale e virologico nel lager, reparto che era diretto da Ding-Schuler e che dipendeva dall'Istituto d'Igiene di Berlino, a capo del quale c'era l'SS-Oberfuhrer Mrugowsky. Lo scopo era quello di arrivare alla formulazione ed alla produzione di un vaccino da distribuire alle truppe SS che in Oriente erano minacciate dal tifo petecchiale. La scelta del lager non è stata casuale. Infatti, all'interno di Buchenwald erano stati internati degli scienziati da cui ci si aspettava la massima collaborazione (alcuni degli internati cui ci si riferisce sono: Ludwig Fleck, Balachowsky, e van Lingen).
A Buchenwald, l'esperimento veniva condotto estraendo un campione di prigionieri: il 75% di questi sarebbero stati sottoposti all'inoculazione prima del vaccino (o altra sostanza chimica) che si desiderava sperimentare, poi, dopo 3 o 4 settimane, del germe del tifo; il restante 25% sarebbe stato infettato senza alcuna protezione previa, agendo così da metro di paragone. Tali esperimenti portarono alla morte diverse centinaia di internati.

## Veleno
Nell'arco di tempo che va dal dicembre 1943 all'ottobre del 1944, nel campo di Buchenwald, furono condotti diversi esperimenti atti a investigare gli effetti di diversi veleni sul corpo umano. Nel cibo dei soggetti veniva inserita a loro insaputa una tossina; i loro corpi - deceduti a causa del veleno stesso o per mano delle SS subito dopo averlo ingerito - venivano poi sottoposti ad attenta autopsia.

## Ustioni
Sempre a Buchenwald, tra il novembre 1943 e il gennaio 1944, furono condotti diversi esperimenti per sviluppare una terapia adatta a guarire le ustioni da fosforo. Queste ustioni venivano procurate sui corpi dei malcapitati utilizzando i materiali delle bombe incendiarie,  utilizzate in grande quantità nel contesto della guerra, soprattutto nei bombardamenti aerei.

## Epatite epidemica
L'epatite epidemica stava facendo molte vittime fra i soldati tedeschi sul fronte russo, quindi i nazisti decisero di studiarne le cause e trovarvi rimedio. Dopo una serie di studi di laboratorio condotti dal dottore militare Dohmen, il dott. Karl Brandt, uno dei più famigerati medici nazisti, chiese l'autorizzazione a Heinrich Himmler ad avviare l'inoculazione ad esseri umani di ceppi di virus coltivati, portando alla morte molti dei soggetti. Gli esperimenti furono condotti a Sachsenhausen e a Natzweiler dal giugno 1943 fino al gennaio 1945.

## Sterilizzazione
Esperimenti di sterilizzazione furono eseguiti ad Auschwitz, nel famigerato Block 10, e a Ravensbrück, dal marzo del 1941 al gennaio 1945, e furono diretti principalmente dai dottori Carl Clauberg e Horst Schumann. L'obiettivo dei test era quello di individuare un metodo di sterilizzazione tanto efficiente da poter garantire, nel minor tempo possibile e utilizzando minime risorse, la sterilizzazione di milioni di persone, verosimilmente nel quadro della soluzione finale. Qualche sopravvissuta a tali esperimenti sostiene che venissero effettuati anche esperimenti di inseminazione artificiale e che le donne prigioniere avevano il terrore che venisse impiantato un mostro nel proprio utero.
Questo tipo di esperimenti non è stato provato.
L'esperimento di sterilizzazione consisteva nell'iniettare una sostanza caustica nella cervice uterina per ostruire le tube di Falloppio. I soggetti scelti per l'esperimento erano donne sposate di età compresa fra i venti ed i quarant'anni, preferibilmente che avessero avuto già dei figli. L'iniezione veniva eseguita in tre fasi nel giro di qualche mese, anche se alcune superstiti ricordano di aver subito anche cinque iniezioni. Clauberg era un grande ricercatore ed un professionista di considerevole reputazione all'epoca; si consideri, ad esempio, che i preparati ormonali Progynon e Proluton da lui elaborati per curare la sterilità, sono usati ancora oggi, come pure è usato il "test di Clauberg" per misurare l'azione del progesterone.

## Raggi X e castrazione chirurgica
A fianco alla ricerca di Claudberg, il dott. Schumann, medico e direttore del centro della morte nel programma di eutanasia a Grafeneck, portò avanti una serie di esperimenti per sviluppare un efficiente metodo di castrazione mediante raggi X. Già Viktor Brack, un funzionario della Cancelleria molto attivo nel Programma T4 (l'eliminazione dei disabili tedeschi), aveva escogitato un impianto di sterilizzazione sulla falsariga di una catena di montaggio, operante “in modo del tutto impercettibile” da dietro un banco. Alla vittima ignara si doveva far credere di riempire dei moduli, operazione destinata a durare per due o tre minuti. Il funzionario seduto dietro il banco metteva in funzione l'apparecchiatura ruotando un interruttore che attivava simultaneamente due valvole termoioniche a raggi X (poiché l'irradiazione doveva operare da entrambi i lati). Con un'installazione a due valvole potevano essere sterilizzate circa 150-200 persone al giorno e quindi, con venti installazioni, sino a 3000-4000 al giorno. Questa era l'idea proposta da Brack, che andava perfettamente d'accordo con l'ideologia nazionalsocialista.
I soggetti sperimentali (maschi giovani abbastanza sani e femmine di età poco inferiore o poco superiore a vent'anni) venivano allineati in una sala d'attesa e introdotti uno per uno, spesso completamente all'oscuro di ciò che si stava preparando per loro. Nella versione successiva del macchinario, più complessa, progettata dalla ditta Siemens, le ragazze venivano poste fra due lastre che comprimevano loro l'addome e il dorso; gli uomini poggiavano il pene e i testicoli su una lastra speciale. Schumann azionava poi la macchina che emetteva un forte ronzio, e la durata del trattamento arrivava fino a otto minuti. Molte donne uscirono dall'applicazione con ustioni notevoli, che potevano infettarsi; molte svilupparono sintomi di peritonite, fra cui febbre, forti dolori e vomito. Dopo l'esposizione ai raggi X, le ovaie delle donne venivano asportate chirurgicamente ed esaminate in laboratorio per accertare se i raggi X fossero stati o no efficaci nella distruzione dei tessuti. Gli uomini non subivano una sorte migliore. Oltre agli eritemi da scottatura attorno allo scroto, i posteriori racconti delle vittime parlano della raccolta del loro sperma, e del brutale massaggio della prostata per mezzo di pezzi di legno introdotti nel retto. Veniva poi effettuato un intervento chirurgico al fine di asportare un testicolo, o entrambi. Gli sviluppi postoperatori erano disastrosi e comprendevano emorragie, setticemie, assenza di tono muscolare conseguente alle ferite, cosicché molti morivano rapidamente, mentre altri venivano mandati a fare un lavoro che li avrebbe fatti morire in poco tempo. Al termine della lunga serie di sperimentazioni, Schumann, scrivendo a Himmler, concluse che metodo dei raggi x si dimostrava tanto infruttuoso quanto eccessivamente costoso, consigliando quindi la castrazione chirurgica come unico metodo efficace per la sterilizzazione.

## Studio sulle condizioni precancerose della cervice uterina
Questo esperimento rifletté un interesse scientifico del dottor Eduard Wirths, il medico capo delle SS ad Auschwitz, che ordinò la messa in atto di diversi esperimenti ginecologici su varie donne ebree rinchiuse nel Blocco 10 di Auschwitz I.

## Gemelli omozigoti
Gli esperimenti erano condotti da Josef Mengele, ad Auschwitz II ovvero a Birkenau, e riflettevano il desiderio da parte del medico di dimostrare la superiorità della razza ariana sulle altre. Mengele riteneva che i segreti della razza risiedessero nei gemelli omozigoti, perciò i suoi studi si concentrarono prevalentemente su tali soggetti, trovando nel campo di Birkenau innumerevoli cavie (si stimano 3.000 gemelli in totale), nonché l'ambiente adatto per portare avanti le proprie ricerche senza alcun vincolo di natura morale, trattando i pazienti come veri e propri "topi da laboratorio".
I bambini venivano isolati dalle famiglie (solo nel caso dei neonati era talvolta concesso alle madri di accompagnarli) e chiusi in una baracca. Era loro concesso di giocare e svagarsi, senza alcuna imposizione di lavoro, tuttavia erano sottoposti quotidianamente ad una vasta gamma di esperimenti. Anzitutto, i loro corpi venivano esaminati con attenzione, comparati con quelli dei corrispettivi gemelli e meticolosamente catalogati. Poi venivano sottoposti a continui prelievi del sangue, iniezioni di farmaci o, nei casi peggiori, interventi chirurgici, spesso effettuati senza alcuna anestesia, che talvolta risultavano in amputazioni di intere parti del corpo. Quando un gemello moriva, anche l'altro veniva ucciso - spesso con un'iniezione di fenolo fatta direttamente al cuore dallo stesso Mengele - per fare un'autopsia comparativa. Al momento della liberazione di Birkenau, solo 200 dei "bambini di Mengele" erano sopravvissuti.
Degni di nota fu inoltre l'interesse che il medico presentò per l'iride umana, in particolare per i casi di eterocromia, ovvero persone aventi due occhi di colore differente. Lo scopo degli studi era quello di individuare un metodo efficace per modificare la pigmentazione dell'iride, mutando quelli scuri in azzurri, tratto che, secondo l'ideologia nazista, contraddistingueva gli appartenenti alla razza ariana. Di solito, l'esperimento si configurava come un'iniezione di metilene blu direttamente nell'iride del paziente. Gli esperimenti non ottennero mai alcun successo, ma ebbero per conseguenza immensa sofferenza e talvolta una cecità permanente per le cavie.

## Cura ormonale dell'omosessualità
Gli esperimenti vennero condotti a partire dal luglio 1944 nel campo di concentramento di Buchenwald dal medico SS danese Carl Peter Vaernet e consistevano nell'impianto di una "ghiandola artificiale", nella quale erano contenute massicce dosi di testosterone, su deportati omosessuali, alla ricerca di un trattamento che avrebbe dovuto rendere eterosessuali i soggetti trattati. I test si rivelarono un completo fallimento, come dimostra il rapporto finale che lo stesso Vaernet consegnò a Himmler nel febbraio 1945, in cui non se ne fa alcuna menzione.